# Secretaría General de Formación Profesional
La Secretaría General de Formación Profesional (SGFP) de España es el órgano directivo del Ministerio de Educación, Formación Profesional y Deportes al que le corresponde la dirección de las competencias atribuidas al Departamento respecto del Sistema de Formación Profesional, tanto el integrado en el sistema educativo, como la formación profesional de la población activa, desempleados y ocupados.

## Historia
La Secretaría General se crea el 29 de enero de 2020 como sucesora directa de la histórica Dirección General de Formación Profesional. Esta dirección, creada durante la Segunda República, instauró las primeras medidas en formación profesional y ha existido desde entonces, si bien con diferentes denominaciones. En 2020, con el objetivo de aumentar estas competencias de rango, se creó la SGFP, con rango de Subsecretaría, la cual no solo asumió las responsabilidades de la anterior Dirección General, sino que adquirió ciertas competencias del Ministerio de Trabajo relativas a la formación profesional para el empleo.
Se estructuró en mayo de 2020, y mantuvo las subdirecciones generales de la anterior Dirección General (de Ordenación e Innovación de la Formación Profesional y de Orientación y Aprendizaje a lo largo de la Vida), así como el Instituto Nacional de Cualificaciones. Como novedades, incorporó una nueva subdirección general para planificación y gestión y un Gabinete Técnico. En julio de ese año, el Gobierno presentó un plan de 1.500 millones de euros para modernizar la formación profesional y acreditar las competencias de más de tres millones de personas.
En mayo de 2023 se creó el Centro de Innovación y Tecnificación de Alto Rendimiento de la Formación Profesional (CITAR), con sede en Segovia. A finales de ese año, se le añadió una nueva Dirección General de Planificación, Innovación y Gestión de la Formación Profesional que asumio parte de sus competencias.

## Estructura
La Secretaría General de Formación Profesional se estructura mediante los siguientes órganos:
- La Dirección General de Planificación, Innovación y Gestión de la Formación Profesional.
- La Subdirección General de Ordenación de la Formación Profesional, a la que le corresponde la ordenación general del Sistema de Formación Profesional y la homologación y convalidación de titulaciones extranjeras relacionadas con la formación profesional.
- La Subdirección General de Promoción Dual y Relaciones con la Empresa, a la que le corresponde desarrollar el Marco Español de Cualificaciones, las relaciones con las empresas y los agentes sociales, el fomento empresarial en el ámbito de la formación profesional, y el impulso en el ámbito internacional de acuerdos y programas sobre este tema. Asimismo, es responsable de la autorización, control, seguimiento y evaluación de los centros autorizados para impartir ofertas formativas del Sistema de Formación Profesional español en el extranjero.
- La Subdirección General de Evaluación y Calidad del Sistema, a la que le corresponde gestionar y mantener los registros y catálogos del Sistema de Formación Profesional, así como el Informe Formativo-profesional de carácter personal, elaborar el Informe del Estado del Sistema de Formación Profesional, y la elaboración ejecución de planes de calidad, evaluación y promoción.
- El Gabinete Técnico, con nivel orgánico de Subdirección General, para apoyar y asistir al secretario general. Asimismo, presta asistencia y apoyo a la Conferencia Sectorial de Formación Profesional de Personas Trabajadoras y otros órganos de cooperación entre el Estado y las comunidades autónomas en materia de formación profesional.
- El Instituto Nacional de las Cualificaciones, al que le corresponde la observación de la evolución de las competencias profesionales en su integración práctica en el Sistema de Formación Profesional, y la elaboración y mantenimiento actualizado del Catálogo Nacional de Estándares de competencias profesionales, así como la elaboración y propuesta de las normas vinculadas a nuevos estándares de competencias profesionales.
- La Unidad de Orientación Profesional y Aprendizaje a lo largo de la Vida, a la que le corresponde diseñar  la estrategia general de orientación profesional del sistema, en colaboración con las comunidades autónomas.

### Órganos adscritos
- El Consejo General de Formación Profesional.

## Secretarios generales
- Clara Sanz López (2020-2024).[8]

- Esther Monterrubio Ariznabarreta (2024-presente).[9]

## Presupuesto
La Secretaría General de Formación Profesional tiene un presupuesto de 1 454 452 480 € para 2023, que se distribuye de la siguiente manera:
| Nº Programa                                | Programa                                                                    | Dotación.       | Ref.   |
| ------------------------------------------ | --------------------------------------------------------------------------- | --------------- | ------ |
| 241B                                       | Formación Profesional para el Empleo                                        | 1 178 386 260 € | [ 10 ] |
| 321M                                       | Dirección y Servicios Generales de Educación y Formación Profesional        | 955 210 €       | [ 11 ] |
| 322B                                       | Educación Secundaria, Formación Profesional y Escuelas Oficiales de Idiomas | 270 584 520 €   | [ 12 ] |
| 322L                                       | Inversiones en centros educativos y otras actividades educativas            | 4 366 490 €     | [ 13 ] |
| 323M                                       | Becas y ayudas a estudiantes                                                | 160 000 €       | [ 14 ] |
| Total presupuesto de la Secretaría General | Total presupuesto de la Secretaría General                                  | 1 454 452 480 € |        |